# Mu (lục địa)

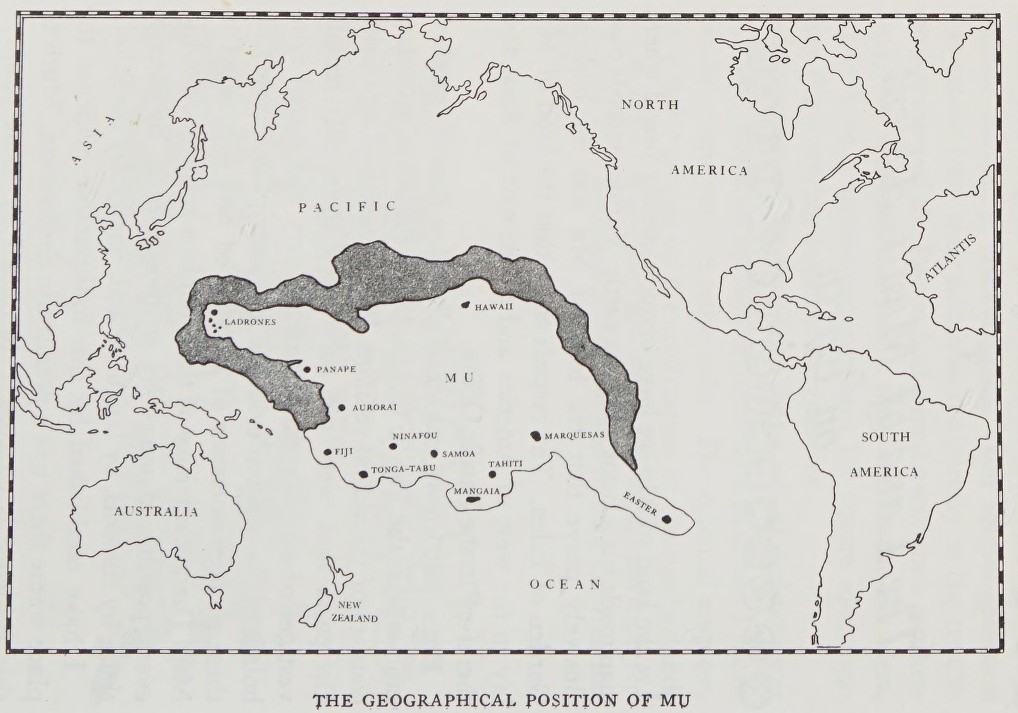
Bản đồ lục địa Mu của James Churchward

Mu là một lục địa giả thuyết được cho là đã biến mất. Augustus Le Plongeon là người đề xuất quan niệm và tên gọi cho lục địa này vào thế kỷ 19. Plongeon khẳng định một số nền văn minh cổ đại như Ai Cập và Mesoamerica được tạo ra bởi những người di cư từ Mu, lục địa mà ông cho rằng nó ở Đại Tây Dương. Quan niệm này được James Churchward mở rộng và phổ biến. Churchward khẳng định Mu từng tọa lạc ở Thái Bình Dương.
Sự tồn tại của Mu là vấn đề gây tranh cãi ngay từ thời Le Plongeon. Ngày nay khái niệm về Mu đã bị các nhà khoa học gạt bỏ, họ biện luận rằng một lục địa không thể bị chìm hay hủy diệt trong một khoảng thời gian ngắn, dựa theo giả thuyết. Sự tồn tại của lục địa này được cho là không có cơ sở thực tiễn.

## Lịch sử của khái niệm

### Augustus Le Plongeon

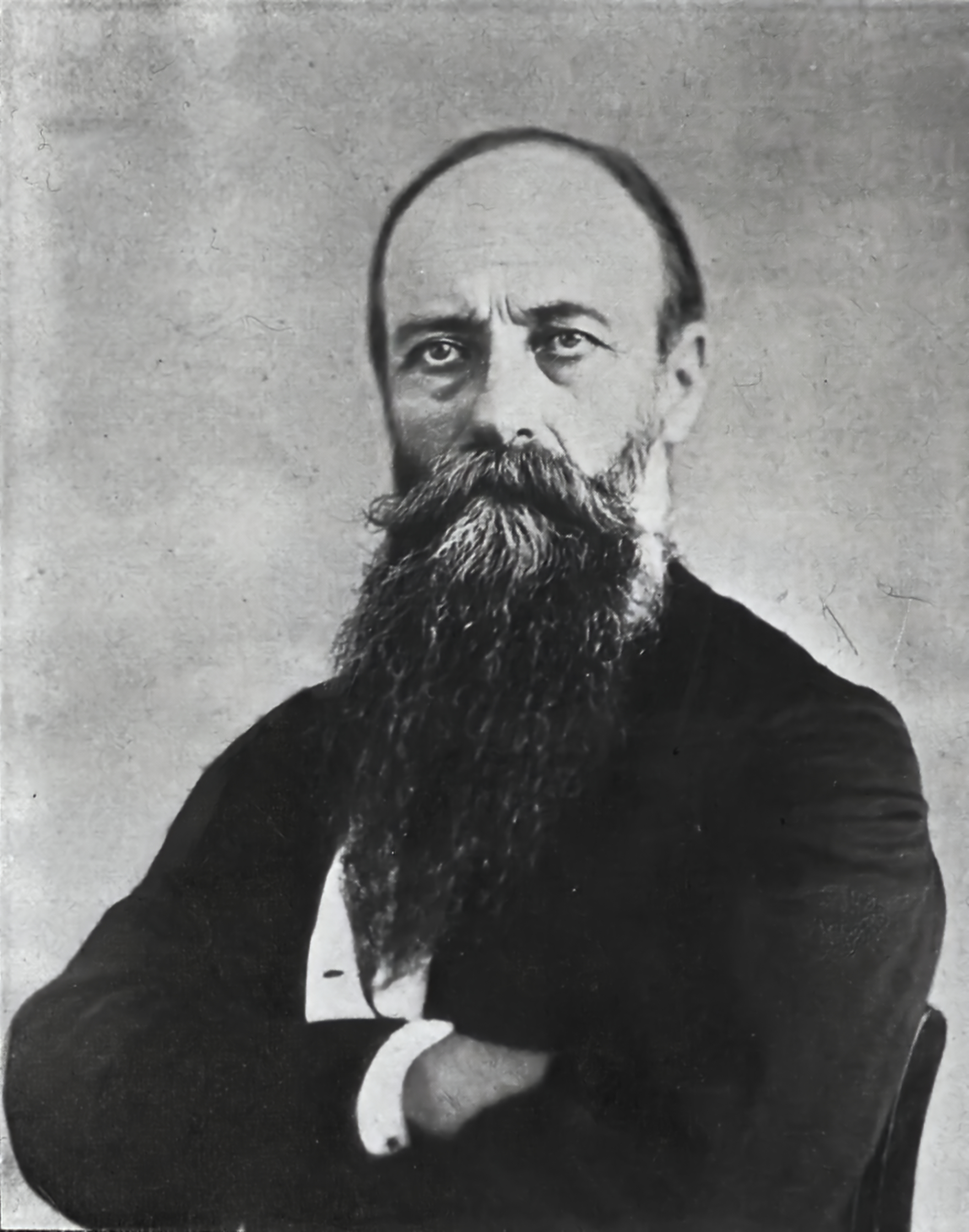
Augustus Le Plongeon

Ý tưởng về Mu xuất hiện lần đầu tiên trong các tác phẩm của nhà khảo cổ học Augustus Le Plongeon (1825–1908), một nhà du hành thế kỉ 19 và cũng là nhà văn người đã có các nghiên cứu riêng của ông về các di tích của nền văn minh Maya ở Yucatán. Ông tuyên bố là đã dịch được chữ viết Maya cổ đại, và rằng những văn bản tiếng Maya nói rằng văn minh Maya ở Yucatán là xưa hơn những văn minh sau này của Atlantis và Ai Cập, và thêm vào đó kể về câu chuyện về một lục địa Mu còn xa xưa hơn nữa, và lục địa này cũng bị chìm giống như là trường hợp của Atlantis, và những người sống sót đã lập ra văn minh Maya.
Le Plongeon thật ra tạo ra tên "Mu" từ việc dịch sai một văn bản cổ được gọi là Troano Codex năm 1864, sử dụng ký tự de Landa. Mu được cho là chỉ đến Atlantis, Le Plongeon cho là vậy; ông ta cũng cho rằng Hoàng hậu Moo ở Trung Mỹ 30.000 năm về trước lập ra các nền văn minh Atlantis và Ai Cập.

### James Churchward
Lục địa biến mất này sau đó được phổ biến hóa bởi James Churchward (1851–1936) trong nhiều tập sách, bắt đầu với Lost Continent of Mu, the Motherland of Man (Lục địa Mu bị mất, đất mẹ của loài người) (1926), The Children of Mu (1931), The Lost Continent Mu (1931), và The Sacred Symbols of Mu (1933). Churchward cho rằng Mu là nơi ở của nền văn minh Naacal đã tiến hóa cao. Những cuốn sách này bây giờ vẫn còn người đọc, nhưng chúng không được xem là khảo cổ học nghiêm túc, và ngày nay có thể tìm thấy trong các nhà sách dưới thể loại 'New Age' hay 'Tôn giáo và tâm linh'.

### Kemal Atatürk
Trong thập niên 1930, tổng thống Thổ Nhĩ Kỳ là Mustafa Kemal Atatürk đã khuyến khích nghiên cứu về Mu và các lục địa biến mất khác, trong hi vọng tìm ra mối liên hệ giữa văn minh của người Turkic và các văn hóa cổ đại khác, như là người Uyghur, Ấn Độ, Maya, và Aztec.

### Các tác giả khác
Mu được xem là Lemuria trong 3 cuốn sách của Robert Shea và Robert Anton Wilson tựa là Illuminatus!, trong cuốn của Martin Gardner tựa là Fads and Fallacies in the Name of Science, và trong cuốn của Jeno Csicsaki tựa là Mu, az emberiseg szulofoldje.

## Các bằng chứng khảo cổ học

### Yonaguni

Đảo Phục sinh và các tượng đá Moai cho thấy địa điểm của Ahu và đường đẳng sâu chìm thể hiện độ sâu của vùng biển Thái Bình Dương xung quanh.

Viện Morien đã đề nghị rằng các cấu trúc ngầm dưới nước ở ngoài khơi bờ biển của Yonaguni, Okinawa, Nhật Bản có thể là vết tích của Mu. Không có nhiều bằng chứng khoa học ủng hộ tuyên bố này, và các nhà địa chất nhìn chung tin rằng các cấu trúc bằng đá đó là do các quá trình địa chất và có nguồn gốc tự nhiên chứ không phải do con người tạo ra. Trong bản tin video, CNN đã sai sót khi chỉ đến nơi này như là "di tích của thế giới Muin biến mất" .
Nhà địa chất biển Masaaki Kimura (giáo sư tại Đại học Ryukyu và là chủ tịch của Hiệp hội Nghiên cứu Khoa học biển và Di sản văn hóa) nói rằng ông cho các di tích của một thành phố ngoài khơi đảo Yonaguni ở mũi của Nhật Bản như là di tích của một nơi tương đương với Atlantis của châu Á. Kimura tin rằng thành phố bị chìm trong một trận động đất 3.000 năm về trước.
Alfred Metraux ghé thăm Đảo Phục sinh trong thập niên 1930 và sau đó đã phủ nhận lý thuyết rằng đảo này nằm trên đỉnh núi của một lục địa bị chìm dựa vào các lý lẽ sau:
- Các Ahu (nền đá đặt các bức tượng Moai) trên đảo tập trung tại bờ biển hiện tại của hòn đảo, do đó suy ra rằng rất ít thay đổi đã diễn ra từ lúc chúng được xây dựng.
- Đảo Phục sinh là một đảo núi lửa nguồn gốc gần đây được nâng lên từ đáy biển (1.770 Fathom sâu 20 dặm từ đảo).
- "Triumphal Road" (Con đường chiến thắng) mà Pierre Loti viết rằng chạy từ đảo đến những vùng đất chìm xuống dưới, thật ra là dòng chảy lava tự nhiên.[12]